# Didymophysa
Didymophysa es un género de fanerógamas de la familia Brassicaceae. Comprende dos especies descritas y aceptadas.

## Descripción
Son hierbas perennes procumbentes, con ramas cortas, glabras. Hojas pequeñas simples, obovadas-cuneiforme, enteras o lobuladas, sésiles, carnosas, glabras, con el ápice redondeado. Las inflorescencias en racimos cortos, corimbosos, ebracteados. Flores pequeñas, blancas o lila; con pedicelo corto, no espesados en la fruta. El fruto es una silicua inflada (en forma de globo), bilobulada, bilocular, dehiscente; semillas 2 o 1 en cada lóculo, elipsoides, de color marrón negruzco.

## Taxonomía
El género fue descrito por Pierre Edmond Boissier y publicado en Annales des Sciences Naturelles; Botanique, sér. 2, 16: 379. 1841.

## Especies aceptadas
A continuación se brinda un listado de las especies del género Didymophysa aceptadas hasta septiembre de 2013, ordenadas alfabéticamente. Para cada una se indica el nombre binomial seguido del autor, abreviado según las convenciones y usos.
- Didymophysa aucheri Boiss.
- Didymophysa fedtschenkoana Regel